# Khwae Yai
Il Khwae Yai è un fiume che scorre nella Thailandia. La sua sorgente è nei Monti del Tenasserim, nel distretto di Umphang in provincia di Tak, nei pressi del confine birmano; scorre per circa 380 chilometri e attraversa Sangkhla Buri e Si Sawat. Nella città di Kanchanaburi, nel punto di confluenza con il Khwae Noi, prende il nome Mae Klong. Lungo il corso del Khwae Yai, nel 1980 è stata costruita nel distretto di Si Sawat in provincia di Kanchanaburi l'imponente diga Srinagarind, che ha dato luogo alla formazione del lago omonimo.

## Ponte
La costruzione del ponte ferroviario che attraversa il fiume a Kanchanaburi ha ispirato il romanzo Il ponte sul fiume Kwai da cui poi è stato tratto l'omonimo film vincitore di sette premi Oscar. Il ponte odierno ha sostituito quello originale in legno che si trovava nelle vicinanze ed è attraversato dai treni della linea Nam Tok delle Ferrovie di Stato.